# Marni
Marni è una casa di moda italiana fondata nel 1994 da Consuelo Castiglioni, riconosciuta nel mondo per le collezioni ready-to-wear uomo, donna, bambina e accessori.

## Storia
Fondata a Milano nel 1994 dalla designer svizzera Consuelo Castiglioni, Marni è diventata celebre nel mondo per le sue collezioni sperimentali caratterizzate dall’uso di stampe e colori innovativi.
A partire dal 2000 l’azienda ha iniziato la sua espansione nei mercati più importanti, attraverso l’apertura di numerosi negozi e consolidando la sua presenza all’interno dei department stores più prestigiosi.
Negli stessi anni Marni è stato pioniere nel web retail con il lancio del virtual store, che oltre all’e-commerce racconta il mondo Marni attraverso sezioni dedicate alle sue numerose collaborazioni artistiche e progetti speciali.
Nel 2012 l’azienda è stata acquisita dal gruppo OTB di Renzo Rosso, che include i marchi Diesel, Maison Margiela, Viktor&Rolf, Paula Cademartori, Staff International e Brave Kid.
Nel 2016 Marni ha affidato la direzione creativa a Francesco Risso, dando il via ad un nuovo capitolo della storia del marchio.
Nel 2018, l’azienda ha nominato come suo amministratore delegato Stefano Biondo.
Nel 2019, l'azienda ha nominato come direttore generale Barbara Calò.
Nello stesso anno, Francesco Risso è entrato a far parte della lista BoF500 come uno dei personaggi più influenti nell’industria della moda.
Nel Giugno del 2025 Francesco Risso abbandona il ruolo di creative director della maison.